# Maaike Schetters
Maaike Schetters (10 oktober 1983) is een Nederlandse atlete uit Geldrop, die gespecialiseerd is in het kogelslingeren.

## Loopbaan
In 2007 werd Schetters in Amsterdam Nederlands kampioene kogelslingeren met een persoonlijk record van 58,50 m. Anderhalve maand later verbeterde zij zich bij wedstrijden in Grootebroek alweer tot 59,66, al met al in één jaar tijd een progressie van bijna 3 meter.
In 2008 prolongeerde ze haar titel met een afstand van 57,52. Een jaar later lukte haar dit opnieuw, zij het dat zij ditmaal 56,38 nodig had om kampioene te worden.
Schetters is aangesloten bij de Eindhovense atletiekvereniging PSV atletiek.

## Nederlandse kampioenschappen
| Onderdeel      | Jaar             |
| -------------- | ---------------- |
| kogelslingeren | 2007, 2008, 2009 |

## Persoonlijke records
| Onderdeel      | Prestatie | Datum            | Plaats      |
| -------------- | --------- | ---------------- | ----------- |
| discuswerpen   | 34,51 m   | 12 juni 2011     | Hückelhoven |
| kogelslingeren | 59,66 m   | 19 augustus 2007 | Grootebroek |

## Prestatieontwikkeling

### kogelslingeren
- 2001: 48,35 m
- 2002: 51,99 m
- 2003: 53,27 m
- 2004: 54,55 m
- 2005: 56,36 m
- 2006: 56,80 m
- 2007: 59,66 m
- 2008: 57,97 m
- 2009: 56,58 m
- 2010: 59,00 m
- 2011: 59,26 m
- 2012: 56,51 m
- 2013: 52,37 m
- 2014: 53,72 m
- 2015: 51,22 m